# 克雷默 (路易斯安那州)
克雷默（英語：Kraemer）是位於美國路易斯安那州拉福什堂區的一個普查規定居民點。

## 人口
根據2020年美國人口普查的數據，克雷默的面積為13.79平方千米，當中陸地面積為13.59平方千米，而水域面積為0.20平方千米。當地共有人口877人，而人口密度為每平方千米63.6人。